# Horst Holinski (Politiker)
Horst Holinski (* 28. Mai 1929 in Kanitzken) ist ein deutscher Melker und früherer Volkskammerabgeordneter für den Freien Deutschen Gewerkschaftsbund (FDGB).

## Leben
Holinski stammt aus dem ehemaligen Westpreußen und ist der Sohn einer Arbeiterfamilie. Nach dem Besuch der Volksschule nahm er 1943 eine zweijährige Lehre zum Melker auf und war danach in diesem Beruf tätig. 1951 legte er die Gesellenprüfung ab und im darauffolgenden Jahr die Meisterprüfung nach entsprechendem Lehrgang an der Melkerschule in Barby. Als Melkermeister arbeitete er im Volkseigenen Gut (VEG) Herzberg im Kreis Parchim.

## Politik
Holinski trat 1950 in den FDGB ein und wurde Mitglied des Bezirksvorstandes der Gewerkschaft Land und Forst. 1954 wurde er Mitglied der SED und zwei Jahre später in die SED-Betriebsparteileitung gewählt. Außerdem wurde er 1958 Gemeindevertreter der SED in Herzberg. In den drei Wahlperioden von 1963 bis 1976 war er Mitglied der FDGB-Fraktion in der Volkskammer der DDR.